# 青森県道157号松野木姥萢線
青森県道157号松野木姥萢線（あおもりけんどう157ごう まつのきうばやちせん）は青森県五所川原市を通る一般県道である。

## 概要
五所川原市大字松野木で青森県道36号五所川原金木線から南西方向へ分岐し、津軽自動車道（国道101号浪岡五所川原道路）の下を抜け、五所川原市大字姥萢で国道101号交点に至る。

### 路線データ
- 起点 : 五所川原市大字松野木[1]（青森県道36号五所川原金木線交点）
- 終点 : 五所川原市大字姥萢[1]（国道101号交点）

## 歴史
- 1961年（昭和36年）2月10日 - 県道に認定される[1]。

## 地理

### 交差する道路
- 青森県道36号五所川原金木線（五所川原市大字松野木、起点）
- 青森県道156号福山五所川原線（五所川原広域農道・米マイロード）（五所川原市大字水野尾）
- 国道101号（五所川原市大字姥萢、終点）